# Joan Lowell
Joan Lowell (nacida Helen Wagner; 23 de noviembre de 1902 — 7 de noviembre de 1967) fue una actriz de cine de la época del cine mudo de Berkeley, California. Lowell publicó una sensacional autobiografía, Cradle of the Deep, en 1929, que resultó ser ficticia.

## Primeros años
Según Cradle of the Deep, la madre de Lowell pertenecía a la familia Lowell de Boston, y su padre era hijo de un terrateniente de Montenegro y una mujer turca. Lowell temía que su padre, el capitán Nicholas Wagner  (Preacher Nick), hubiera muerto el 24 de diciembre de 1924. Los periódicos informaban de que su barco, el Oceanic Vance, se había hundido frente a las costas de México. Con dos semanas de retraso en Los Ángeles, California, la goleta fue avistada en enero de 1925, a quince millas (24 km) al noroeste de San Diego. El Oceanic Vance había perdido su convoy, la goleta Westerner, en la víspera de Navidad de 1924.
En realidad, Joan Lowell nació en Berkeley, California. Estudió en la Garfield Junior High School de Berkeley. Asistió a la Munson School for Private Secretaries de San Francisco, donde obtuvo el título de taquígrafa.
Su padre era un capitán de barco que navegaba en el Minnie A. Caine y, al parecer, se llevó de viaje a su mujer y a su hija, que entonces tenía trece años.
Cambió su nombre por el de Helen Wagner después de recibir clases de interpretación que le ayudaran a entrar en la industria cinematográfica.

## Actriz de cine
Lowell recibió su formación dramática de Gwendolen Logan Seiler y se convirtió en figurante en Goldwyn Pictures a los 17 años.[cita requerida] Interpretó pequeños papeles en películas también como extra. Uno de sus primeros trabajos fue el papel de Madge Barlow en la película Loving Lies (1924). Apareció con Monte Blue en Cap'n Dan y en la producción teatral de Thompson Buchanan The Cub (1915).
Tras completar un papel protagonista en Branded a Thief (1924), sobre la vida en la frontera mexicana, Lowell fue elegida  "Queen of the Fourth of July" de 1924 en Tijuana, México. Fue elegida por el Senor De Los Rios, un famoso torero español.[cita requerida]
Su último papel en la pantalla fue en Adventure Girl (1934), una película dirigida por Herman C. Raymaker y basada libremente en su autobiografía ficticia. En 1935, Lowell demandó a los Van Beuren Studios y a Amedee J. Van Beuren para pedir cuentas de los beneficios. Van Beuren presentó una contrademanda por valor de 300.000 dólares, supuestamente por la "inexperta" actuación de Lowell en la película.

## Autobiografía
En 1929, Joan Lowell escribió una autobiografía, Cradle of the Deep, publicada por Simon & Schuster, en la que afirmaba que su padre, marino, la había subido a bordo de su barco, el Minnie A. Caine, a los tres meses de edad, cuando sufría desnutrición, y la había cuidado hasta que recuperó la salud. También afirmó que vivió en el barco, con su tripulación masculina, hasta los 17 años, durante los cuales adquirió destreza en el arte de la marinería y una vez arponeó una ballena ella sola. Afirmó que el barco acabó incendiándose y hundiéndose frente a Australia, y que nadó tres millas hasta ponerse a salvo con una familia de gatitos aferrados por sus garras a su espalda. De hecho, la autobiografía era una invención; Lowell había estado en el barco, que permaneció a salvo en California, sólo 15 meses. El libro fue un sensacional éxito de ventas hasta que se descubrió que era pura invención.
Cradle of the Deep fue parodiado más tarde por Corey Ford en su libro Salt Water Taffy, en el que Lowell abandona el barco que se hunde (que ya se había hundido varias veces antes, "muy mal") y nada hasta ponerse a salvo con su manuscrito.
Más tarde, en 1929, el libro de Lowell sobre su infancia en el mar quedó al descubierto como una invención cuando sus antiguos vecinos de Berkeley fueron entrevistados por el San Francisco Chronicle. Simon & Schuster tuvo que reclasificar su libro como ficción y ofrecer un reembolso por las devoluciones. A pesar de todas las revelaciones de los periódicos y la consiguiente polémica, el libro siguió vendiéndose bien.
En una entrevista, Lowell comentó lo siguiente sobre las acusaciones de falsificación: "El ochenta por ciento era cierto y el resto lo coloreé. Hice algunos cambios para proteger a la gente y el resto para que se leyera mejor. Ese es el privilegio de un autor".

## Autora y periodista
Se casó con el dramaturgo Thompson Buchanan el 16 de octubre de 1927. La pareja residía en una granja de 170 acres (0,69 km²) a tres millas (5 km) de New Hope, Pensilvania. Se separaron en octubre de 1929. Lowell siguió viviendo en la más pequeña de las dos viejas casas de piedra de la propiedad. Llamó a la casa Arca de Juana. A Lowell le gustaba el campo, sus caballos y los libros, mientras que Buchanan prefería la vida en la ciudad.[cita requerida]
Lowell trabajó como reportera en un periódico de Boston a principios de la década de 1930. Fue agredida por el agente de reservas Morris Levine, que fue condenado en enero de 1932 a catorce meses de prisión.[cita requerida]
Lowell trabajó para la emisora de radio WOR (AM) en la ciudad de Nueva York en 1934.[cita requerida]

## Mudanza a Brasil
Joan Lowell se casó con un capitán de barco, Leek Bowen, en 1936. Se trasladaron al campo de Brasil para establecer una plantación de café. Juntos fueron propietarios de una finca llamada "The Anchorage" en la ciudad de Anápolis, municipio brasileño del estado de Goiás. Trabajando como agente inmobiliaria, también vendió terrenos a actores y actrices de Hollywood como Janet Gaynor y Mary Martin en Anápolis. Los lugareños la llamaban "Dona Joana" y, tras mucho tiempo en Anápolis, realizó un viaje extraordinario, cruzando la carretera nacional "Belém–Brasília" de sur a norte, conduciendo un Volkswagen. Esa gran aventura fue relatada en una revista nacional en la década de 1960. Ella relató sus aventuras en un libro, Promised Land (1952).
Joan Lowell murió en Brasilia, Brasil, en 1967.
El local Jan Magalinski Institute conserva sus archivos e investiga su historia en Anápolis.

## Lectura adicional
- Colcord, L., and Broun, H. Are Literary Hoaxes Harmful? A Debate, The Bookman, junio de 1929, 69: 347-351
- Los Angeles Times, The Dizzy Whirl of the Extra's Life, 18 de febrero de 1923, Página III29.
- Los Angeles Times, Lobscouse Need Of Puny Infant, 29 de julio de 1923, Página III31.
- Los Angeles Times, Men, Women, and Things in the World's News, 17 de septiembre de 1923, Página I8.
- Los Angeles Times, To Entertain at Party Saturday, 19 de diciembre de 1923, Página II11.
- Los Angeles Times, Si Senor, El Toro Has Competition, 4 de julio de 1924, Página A2.
- Los Angeles Times, Actress' Father Is Lost at Sea, 8 de enero de 1925, Página A9.
- Los Angeles Times, Ship Oceanic Vance Safe, 10 de enero de 1925, Página A6.
- Los Angeles Times, Sailor Girl's Tale Spun, 24 de marzo de 1929, Página C11.
- Los Angeles Times, New York's Best Sellers, 14 de abril de 1929, Página 20.
- Los Angeles Times, Joan Lowell's Dream Fades, 10 de noviembre de 1929, Página 8.
- Los Angeles Times, Lowell Attack Brings Sentence, 27 de enero de 1932, Página 1.
- Los Angeles Times, Short Talk, 13 de agosto de 1934, Página 5.